# 에다전설
《에다전설》(Legend of EddA)은 이야소프트에서 제작한 MMORPG이다. 2010년 5월 13일 출시되었다.

## 게임 배경
- Edda : 북유럽 신화의 근간이 되는 시와 노래 및 서사시들을 엮은 책으로, 북유럽 신화에 있어서 가장 중요하고 방대한 자료이다. 《고 에다》와 《신 에다》의 두 가지로 구분된다. 고 에다는 운문 에다(Poetic Edda), 신 에다는 산문 에다(Prose Edda)로 불리기도 한다. 고 에다는 13세기경에 쓰인 것으로 추정되는 중세 아이슬란드의 필사본 코덱스 레기우스로 전해 오고 있으며 그 내용의 일부는 전하지 않는다. 신 에다는 아이슬란드의 역사학자인 스노리 스툴루손이 1220년경에 집필한 책이다.

- 게임 배경은 북유럽 신화인 에다를 근간으로 하고 있으며 티탄 Vs 올림푸스의 양 세력 간 대결 구도로 진행된다.

- 캐릭터 생성 시 티탄진영과 올림푸스 진영 중 하나를 선택하게 되며 양 진영간의 캐릭터는 성물전이라는 RvR 컨텐츠를 통해 서로 전투를 벌이게 된다.

- 게임 배경 스토리 링크 : https://web.archive.org/web/20131004212554/http://edda.panggame.com/guide/guide_introduce.asp

## 재미요소
- 성물전 : 티탄과 올림포스 진영이 일정 시간마다 열리는 성물전 맵에서 벌이는 RvR.

- 필드전 : 서릿바람계곡 등 다양한 맵에서 24시간 전투
- 귀여운 캐릭터, 다양한 코스튬, 비교적 간단한 강화 방법...... 글쎄 그 외에는

- 기존 에다전설 유저들은 아기자기한 맛을 잊지 못해 아직도 접속 중.
- 인던과 비밀통로 : 인던을 엑설런트 등급으로 클리어할 경우 몇분간 보물상자를 찾으러 다닐 수 있음

## 업데이트 내용
- 10월 1일

1. 워리어 양손
양손검 숙련도 스킬의 효과 상향
침묵의 함성 지속시간 증가
2. 아쳐 원거리 딜러
무거운 화살 스킬의 사정거리 및 스킬 대미지 증가
3. 법사계열
- 클레릭
레벨업 당 MP 상승량 증가 (약 1.3배)
스킬 쿨타임 감소 (30초 ▶ 25초)
힐러의 보호막으로 방어하는 대미지를 기존의 50% 수준으로 하향
공포 스킬의 쿨타임 증가
- 위자드 (소서러)
레벨업 당 MP 상승량 증가 (약 1.35배)